# 2012 VP113
2012 VP113, scris și ca 2012 VP113, este un obiect transneptunian. Descoperirea sa a fost anunțată la 26 martie 2014. Are o  magnitudine absolută (H) de 4,1, ceea ce-l face susceptibil de a fi o planetă pitică. Acesta are aproximativ jumătate din diametrul planetei Sedna. Echipa care l-a descoperit îl numește VP pe scurt, sau doar 'Biden', după numele vice-președintelui american Joe Biden. Orbita a atins periheliu în 1979, la o distanță de 80 UA; în prezent se află la 83 UA de Soare.

## Legăturiexterne
- Orbital simulation from JPL (Java) / Horizons Ephemeris
- 2012 VP113 Inner Oort Cloud Object Discovery Images Arhivat în 8 august 2018, la Wayback Machine. from Scott S. Sheppard/Carnegie Institution for Science.